# Macari l'Armeni
|  | Per a altres significats, vegeu «Sant Macari». |

Macari d'Antioquia d'Armènia (Macarius, Μακάδριος) o Macari l'Armeni (Antioquia de Pisídia, actual Turquia, segona meitat del s. X - Gant, 1012) fou un religiós probablement armeni, bisbe i pelegrí. És venerat com a sant per diverses confessions cristianes.

## Biografia
Segons la vida més antiga que se'n conserva, fou arquebisbe d'Antioquia d'Armènia (o Antioquia de Pisídia, avui lloc deshabitat de la província d'Isparta, Turquia). Després de governar la seu amb encert, va dimitir del càrrec per anar en pelegrinatge a Jerusalem i continuà pelegrinant per diverses ciutats de l'est i el centre d'Europa, on adquirí fama de taumaturg. En 1010 havia arribat a Flandes i era a Tournai, on va pacificar la ciutat en un conflicte entre partidaris de Balduí IV de Flandes i altres nobles.
Va demanar d'ingressar a l'abadia benedictina de Sant Bavó de Gant; poc temps després volgué tornar a la seva pàtria, però un torçament del peu li ho impedí, sanant al monestir de Gant. Hi morí en 1012, com havia predit, en una epidèmia de pesta. Va demanar que, un cop mort, l'afaitessin i enviessin una part de la barba a la seva mare en Antioquia.

## Veneració
Aviat començaren a atribuir-se-li miracles a la seva intercessió. El mateix Balduí IV va ésser testimoni del guariment d'una noia cega a la tomba de Macari, que el va fer popular. És enterrat a la Catedral de Sant Bavó de Gant.
Va ésser canonitzat, mitjançant una elevatio, en 1067, i cap al 1073 se'n redactà la Vita. Se celebra el 10 d'abril i a Flandes, també el 9 de maig, aniversari del trasllat de les relíquies, i ha donat nom a un barri de Gant.